# Café 0 ~The Drowned Mermaid~
Café 0 ~The Drowned Mermaid~ (jap. カフェ・ゼロ～溺れた人魚~ Kafe zero ~ oboreta ningyo ~, Deutsch: Café 0 ~Die ertrunkene Meerjungfrau) ist ein Mystery-Adventure japanischen Stils (Visual Novel) für eine weibliche Zielgruppe (Otome Game), in der es um die letzten sieben Lebenstage von Marin Umino geht.

## Handlung
Die Protagonistin Marin Umino (海野 真珠, Umino Marin), die ihre Erinnerungen verloren hat, wacht plötzlich an einem seltsamen Ort namens Café 0 auf, wo ein blauhaariger Kellner namens Sui (スイ) ihr ein Glas Wasser serviert. Sie erlebt nun die letzten sieben Tage ihres Lebens nochmals und hat die Chance, die Wahrheit aufzudecken und den Grund für ihren vorzeitigen Tod zu finden. Sie findet bald heraus, dass drei Personen mit ihrem Tod in Verbindung stehen könnten: Ami Kawase (川瀬 愛海, Kawase Ami), die behauptet, ihre beste Freundin zu sein, Shō Takizawa (滝沢 祥, Takizawa Shō), der Schuldoktor, und Tōru Mizutani (水谷 透流, Mizutani Tōru), der ihr Ex-Freund zu sein scheint. Die Handlung ändert sich basierend auf den Entscheidungen des Spielers.

### Charaktere
- Marin Umino ist eine Highschoolschülerin und ehemaliger Star des Schwimmclubs. Sie ist ein umherwandernder Geist und nun Gast im Café 0.
- Sui ist ein Kellner im Café 0 und der Begleiter von Marin. Er ist stets höflich und steht Marin bei, jedoch neckt er sie auch oft.
- Shō Takizawa ist der Schuldoktor und Kindheitsfreund von Marin.
- Tōru Mizutani ist der Exfreund von Marin. Er geht nur mit den beliebtesten Mädchen der Schule aus und ihm ist sein Ruf sehr wichtig.
- Ami Kawase ist die angeblich beste Freundin von Marin.

## Spielprinzip und Technik
Als Visual Novel liest sich der Spieler durch die Geschichte und trifft Entscheidungen an wichtigen Punkten im Spiel, um die Geschichte zu verändern. Dies führt dann zu einem von sechs möglichen Enden. Das Spiel ist in drei Hauptpfade eingeteilt; die Protagonistin wechselt ihr Aussehen abhängig von den Entscheidungen des Spielers.

## Produktionsnotizen
Das Spiel wurde mit der Spiel-Engine Ren’Py entwickelt. Die Geschichte und die Grafiken wurden von „Chu-3“ entwickelt, während „Mirage“ von Zeiva Inc beim Schreiben geholfen hat.
Das Spiel wurde im Oktober 2011 für Linux, Mac OS und Windows auf Englisch veröffentlicht. Das Spiel wurde im Dezember 2011 ins Japanische und im März 2012 ins Deutsche übersetzt, später auch ins Französische. Das Spiel ist die erste kommerzielle Veröffentlichung von ROSEVERTE. Im April 2012 wurde das Spiel auf Desura veröffentlicht. Die japanische und die englische Version des Spiels wurden im September 2012 für iOS veröffentlicht. Im März 2013 folgte eine Version für Android.
Ein Nachfolger mit dem Titel Café 0 ~The Sleeping Beast~ (auf Deutsch: Café 0 ~Das schlafende Biest~) wurde im Oktober 2016 veröffentlicht.

### Synchronsprecher
Ein Team von japanischen Synchronsprechern hat das Spiel synchronisiert.
- Sui – „Cancer“ Murakani (キャンサー◎群蟹)
- Shō Takizawa – Yuuya Kakitsubata (杜若 由布也)
- Tōru Mizutani – Mato Sarashina (更科 真都)
- Ami Kawase – Nanase Watarai (渡会 ななせ)
- Andere – Nao Utsunomiya, Sayuri Misaki, Harumi Sudachi

## Rezeption
Café 0 ~The Drowned Mermaid~ erhielt positive Rezeption auf Gamertell mit 93 von 100 möglichen Punkten. Es wurde vor allem die „einzigartige Spielerfahrung“ angepriesen.
Auf Gamezebo erhielt das Spiel drei von fünf möglichen Sternen. Nadia Oxford schrieb über das Spiel (frei übersetzt): „Es ist bestimmt nicht das dynamischste literarische Werk, das je geschrieben wurde […] aber wenn man auf interaktive Novels steht und neugierig darauf ist, wie eine Meerjungfrau ertrinken kann, wird man gewiss bis zum wahren Ende spielen.“